# Stěpan Odujev
Stěpan Fjodorovič Odujev (rusky Степан Фёдорович Одуев; 28. září 1918 – 2012) byl sovětský a ruský historik filosofie, filosof, doktor filosofických věd, vysokoškolský pedagog.

## Životopis
Vystudoval historii na Moskevské státní univerzitě. V letech 1957–1974 pracoval ve Filozofickém ústavu Akademie věd SSSR. V roce 1974 získal profesuru.

## Publikace
- Одуев С. Ф. Ницшеанство. — М., 1959.
- Одуев С. Ф. Социалистическое сознание: реальность и иллюзии. — М., 1991.
- Одуев С. Ф. Навстречу Логосу: экзистенциализм и герменевтика. — М., 1998.
- (německy) Oduev S. F. Auf den Spuren Zarathustras. Der Einfluß Nietzsches auf die bürgerliche deutsche Philosophie. Berlin: Akademie, 1977.

Časopisecké příspěvky
- ODUJEW, S.F. Freiheit, Notwendigkeit und Verantwortung in der Sozialistischen Gesellschaft. Deutsche Zeitschrift für philosophie. 1976, čís. 4. (německy)
- ODUJEW, S. F. Nihilizm: historia i współczesność.. Překlad : Urbanowski, Bohdan. Studia Filozoficzne. 1972, čís. 3–4, s. 75–89. (polsky)

Překlady do češtiny
- ODUJEV, Stěpan. Stezkami Zarathuštry (Vliv nietzscheovství na německou buržoazní filozofii) (původním názvem: Тропами Заратустры, Tropami Zaratustry). Překlad : Milena Manová; ilustrace : Leo Novotný (autor obálky). 1. vyd. Praha: Svoboda, 1976. 398 s. (Filozofie a současnost, sv. 26).